# Landsbygdsorter i Vitsebsks voblast
I Belarus bestäms kriterierna för ortskategorierna genom republiken Belarus lag den 5 maj 1998 № 154-Z ”Om administrativa och territoriella uppdelningen och om ordningen för att lösa frågor om den administrativa och territoriella anordningen i Republiken Belarus”.
Landsbygdsorter är indelade i följande underkategorier:
- agropoliser (belarusiska, plural: аграгарадкі: ahraharadki; singular: аграгарадок: ahraharadok) – utvecklade orter med tillverknings- och socialinfrastruktur realiserande statliga sociala miniminormer för deras befolkning och för invånare i de omgivande områdena;
- samhällen (belarusiska, pl: пасёлкі: pasiolki; sing: пасёлак: pasiolak), byar (belarusiska, pl: вёскі: vioski; sing: вёска: vioska) – orter med tillverknings- och socialinfrastruktur som inte är agropoliser;
- ensamgårdar (belarusiska, pl: хутары: chutary; sing: хутар: chutar) – orter som inte är agropoliser, byar eller samhällen.

## Karta över de största landsbygdsorterna i Vitsebsk voblast
Landsbygdsorter med folkmängd:
|  | – 2 000 och mera        |
|  | – från 1 000 till 1 999 |

## Antal landsbygdsorter och folkmängd
Den 14 oktober 2009 (folkräkning) fanns det i Vitsebsks voblast 6 332 landsbygdsorter, däribland:
| Folkmängd             | Antal | Antal i procent | Personer | Personer i procent |
| --------------------- | ----- | --------------- | -------- | ------------------ |
| 2 000 och mera        | 7     | 0,11 %          | 18 924   | 5,67 %             |
| från 1 000 till 1 999 | 17    | 0,27 %          | 23 016   | 6,90 %             |
| från 500 till 999     | 87    | 1,37 %          | 56 941   | 17,06 %            |
| från 200 till 499     | 314   | 4,96 %          | 94 616   | 28,35 %            |
| från 100 till 199     | 312   | 4,93 %          | 44 796   | 13,42 %            |
| från 50 till 99       | 464   | 7,33 %          | 32 331   | 9,69 %             |
| från 20 till 49       | 1 231 | 19,44 %         | 37 538   | 11,25 %            |
| från 10 till 19       | 1 141 | 18,02 %         | 15 986   | 4,79 %             |
| från 5 till 9         | 979   | 15,46 %         | 6 739    | 2,02 %             |
| från 2 till 4         | 889   | 14,04 %         | 2 599    | 0,78 %             |
| 1                     | 302   | 4,77 %          | 302      | 0,09 %             |
| utan befolkning       | 589   | 9,30 %          | 0        | 0,00 %             |
| Summa                 | 6 332 | 100,00 %        | 333 788  | 100,00 %           |

Den 1 januari 2016 fanns det kvar 6 258 landsbygdsorter.

## Lista över de största landsbygdsorterna i Vitsebsk voblast
| Nr | Vapen | Namn (latinskt) | Namn (kyrilliskt) | Status (2009) | Status (2016) | Distrikt (rajon)      | Folkmängd (folkräkning, 2009) |
| -- | ----- | --------------- | ----------------- | ------------- | ------------- | --------------------- | ----------------------------- |
| 1  |       | Babinitjy       | Бабінічы          | by            | agropolis     | Orsja rajon           | 3 426                         |
| 2  |       | Baroŭka         | Бароўка           | by            | by            | Lepel rajon           | 2 902                         |
| 3  |       | Farynava        | Фарынава          | by            | by            | Polatsk rajon         | 2 796                         |
| 4  |       | Kruleŭsjtjyna   | Крулеўшчына       | by            | agropolis     | Doksjytski Rajon      | 2 687                         |
| 5  |       | Noŭka           | Ноўка             | by            | agropolis     | Vitsebsk rajon        | 2 640                         |
| 6  |       | Novazaslonava   | Новазаслонава     | by            | by            | Lepel rajon           | 2 293                         |
| 7  |       | Aktsiabrskaja   | Акцябрская        | by            | agropolis     | Vitsebsk rajon        | 2 180                         |
| 8  |       | Luzjasna        | Лужасна           | by            | by            | Vitsebsk rajon        | 1 850                         |
| 9  |       | Tulava          | Тулава            | by            | agropolis     | Vitsebsk rajon        | 1 820                         |
| 10 |       | Bihosava        | Бігосава          | by            | agropolis     | Verchnjadzvinsk rajon | 1 630                         |
| 11 |       | Alhova          | Альгова           | by            | agropolis     | Vitsebsk rajon        | 1 607                         |
| 12 |       | Bahatyrskaja    | Багатырская       | by            | by            | Polatski Rajon        | 1 552                         |
| 13 |       | Vitsba          | Віцьба            | samhälle      | samhälle      | Vitsebsk rajon        | 1 438                         |
| 14 |       | Palminka        | Пальмінка         | by            | agropolis     | Haradotski Rajon      | 1 396                         |
| 15 |       | Mazalava        | Мазалава          | by            | agropolis     | Vitsebsk rajon        | 1 380                         |
| 16 |       | Baroŭka         | Бароўка           | by            | by            | Verchnjadzvinsk rajon | 1 320                         |
| 17 |       | Achremaŭtsy     | Ахрэмаўцы         | agropolis     | agropolis     | Braslaŭski Rajon      | 1 312                         |
| 18 |       | Vysokaje        | Высокае           | samhälle      | samhälle      | Orsja rajon           | 1 162                         |
| 19 |       | Druja           | Друя              | samhälle      | agropolis     | Braslaŭski Rajon      | 1 149                         |
| 20 |       | Borkavitsy      | Боркавічы         | by            | agropolis     | Verchnjadzvinsk rajon | 1 116                         |
| 21 |       | Dabramysli      | Дабрамыслі        | by            | agropolis     | Ljozna rajon          | 1 110                         |
| 22 |       | Ula             | Ула               | samhälle      | agropolis     | Besjankovitski Rajon  | 1 069                         |
| 23 |       | Koptsi          | Копці             | by            | agropolis     | Vitsebsk rajon        | 1 065                         |
| 24 |       | Parafjanava     | Параф’янава       | agropolis     | agropolis     | Doksjytski Rajon      | 1 040                         |

## Bildgalleri

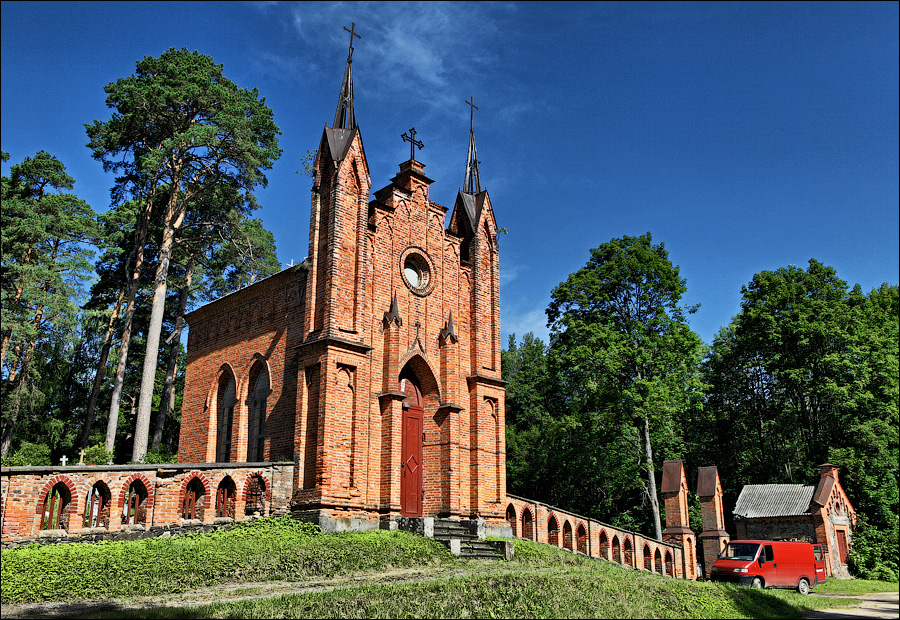
Achremaŭtsy
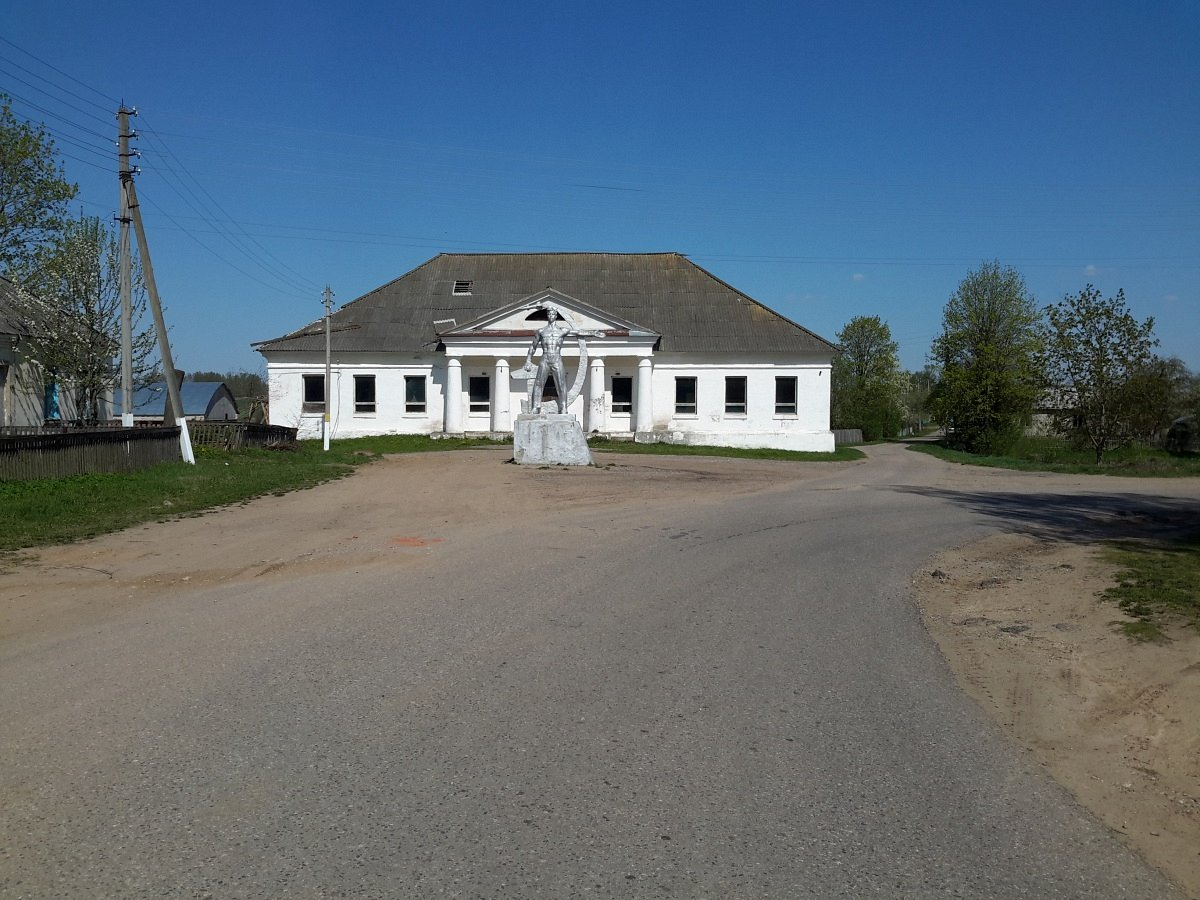
Batjejkava
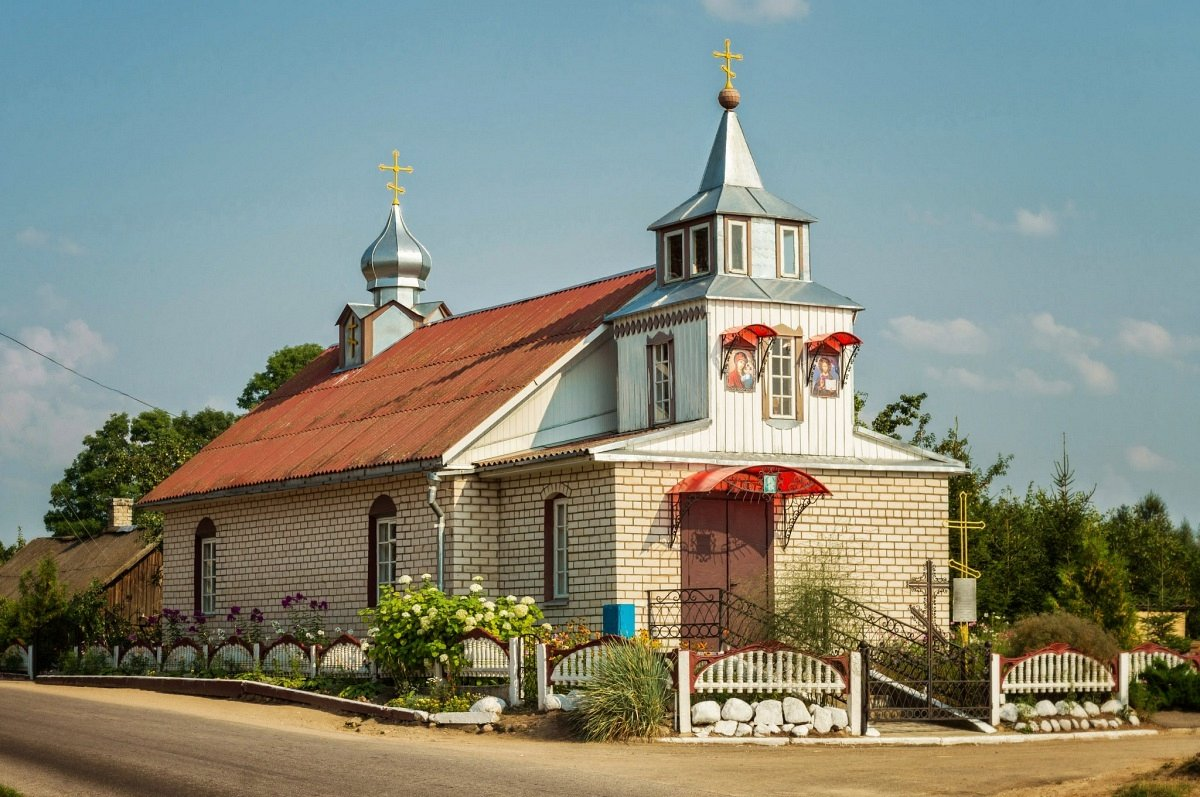
Dzerkaŭsjtjyna
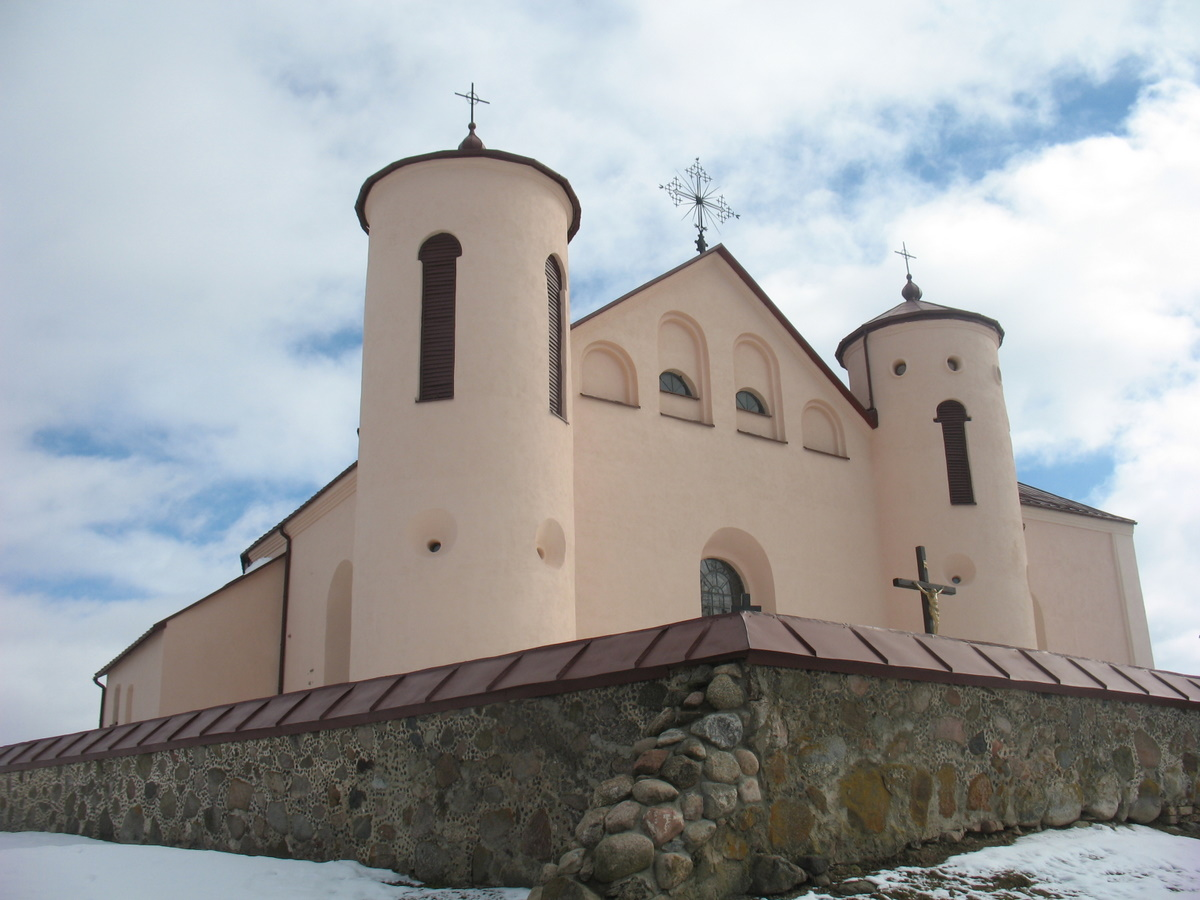
Kamai
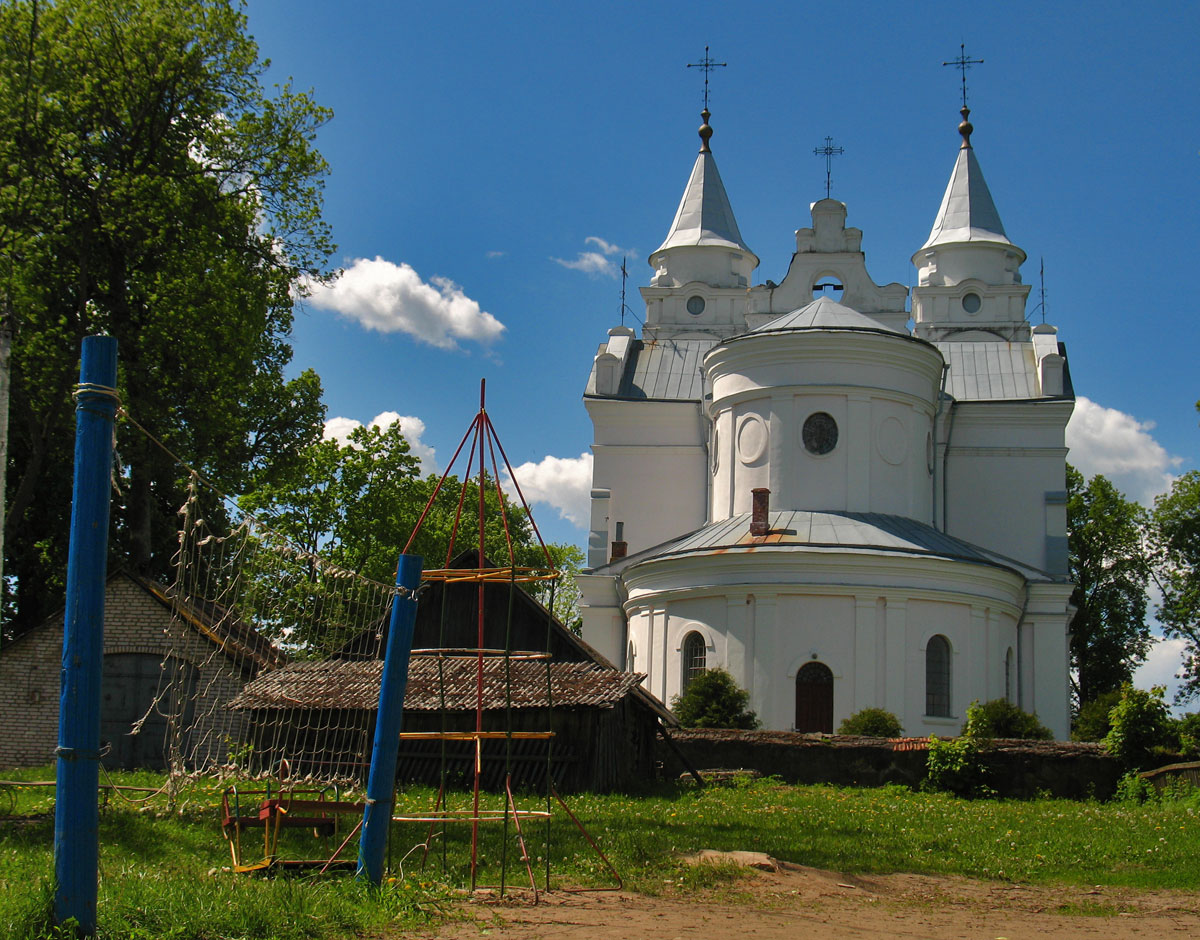
Parafjanava
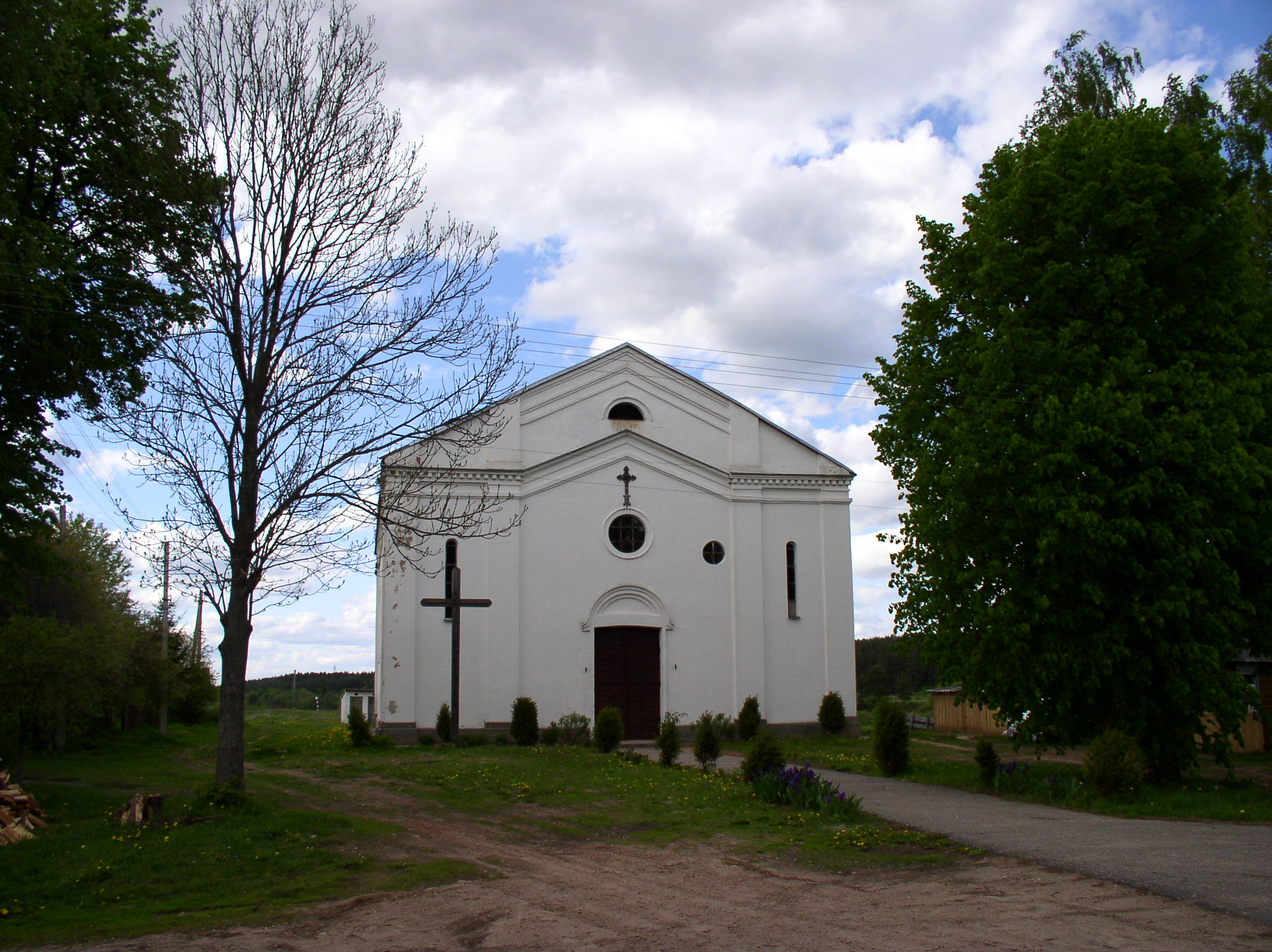
Ula